# 1990 RP9
1990 RP9 är en asteroid i huvudbältet som upptäcktes den 14 september 1990 av den amerikanske astronomen Henry E. Holt vid Palomarobservatoriet.
Asteroiden har en diameter på ungefär 3 kilometer och den tillhör asteroidgruppen Vesta.